# اوریول گیوم
اوریول گیوم (فرانسوی: Auriol Guillaume‎؛ زادهٔ ۱۴ اکتبر ۱۹۷۹) بازیکن فوتبال اهل فرانسه است که در پست مدافع بازی می‌کرد.

## باشگاهی
از باشگاه‌هایی که در آن بازی کرده‌است می‌توان به باشگاه فوتبال گنگام و باشگاه فوتبال تروا اشاره کرد.

## تیم ملی
وی همچنین در تیم ملی فوتبال گوادلوپ بازی کرده‌است.